# Wood Walton
Wood Walton – wieś w Anglii, w hrabstwie Cambridgeshire, w dystrykcie Huntingdonshire. Leży 38 km na północny zachód od miasta Cambridge i 108 km na północ od Londynu. W 2001 miejscowość liczyła 237 mieszkańców.